# Mikola Leontòvitx
Mikola Dmítrovitx Leontòvitx (ucraïnès: Микола Дмитрович Леонтович; Monastirok, Governació de Podolia, Imperi rus, 13 de desembre de 1877 - Markivka, óblast de Vínnytsia, Ucraïna, Unió Soviètica, 23 de gener de 1921) va ser un compositor ucraïnès, director de cor, i professor de renom internacional. Va compondre en l'estil de nacionalisme musical i es va especialitzar en música vocal.
La seva obra per a cor Xtxèdrik és una nadala que Leontòvitx va compondre el 1916.

## Biografia

### Joventut
Mikola Leontòvitx va néixer el 13 de desembre de 1877 a la localitat de Monastyrok, a Podolie, dins de l'Imperi rus (en l'actualitat a Ucraïna). El seu pare, avi i besavi eren sacerdots del poble. El seu pare, Dmytro Féofanovytch Leontovych, va ser un bon cantant, sabia tocar diversos instruments i fins i tot dirigia el cor escolar. Va ser amb ell que Mikola Leontòvitx va prendre les seves primeres lliçons de música. La seva mare, Maria Iossypivna Leontovych, també cantava. Els germans i germanes de Mikola Leontòvitx també van fer viatges relacionats amb la música.

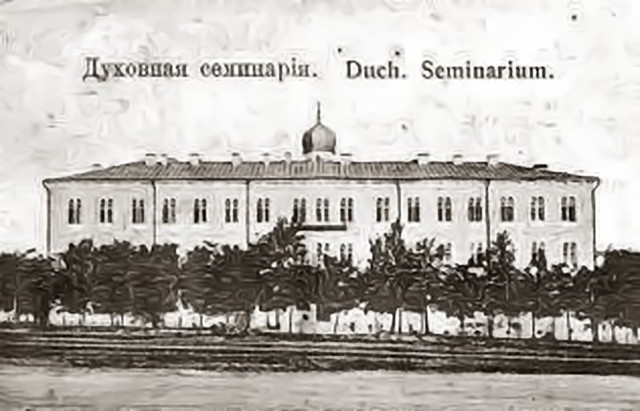
El seminari de Kamenets-Podolski el 1865.

En 1892, Leontòvitx va començar a estudiar al seminari de Kamenets-Podolski, on el seu pare i el seu avi havien estudiat abans. El seu germà menor Oleksandr també va estar inscrit allí, i es va graduar dos anys després de Mikola.
Durant els seus estudis al seminari, Leontòvitx va millorar el seu domini del violí, i va aprendre a tocar diversos instruments. Va participar en el cor del seminari, i quan es va crear una orquestra durant el seu tercer any, va tocar el violí allí fins que es va graduar. Va estudiar Teoria de la música occidental i va començar a escriure arranjaments corals.
Quan va morir el dirigent del cor del seminari, l'escola li va demanar a Leontovych que el reemplacés. Com a part del seu nou paper, va afegir música secular al repertori del cor, com a cançons tradicionals ucraïneses arreglades per Mikola Líssenko i del propi Leontòvitx.
Es va graduar del seminari el 1899, i va trencar la tradició familiar en convertir-se en mestre de música en lloc de sacerdot.

### Començaments
En aquest moment, una carrera musical significava tenir ingressos irregulars. Per tant, Leontovych ha de treballar on sorgeixi l'oportunitat. Durant diversos anys va ocupar diversos càrrecs en la governació de Kíev, governació de Iekaterinoslav i governació de Podolie, amb la finalitat de guanyar-se la vida. El seu primer treball després de graduar-se va ser com a professor de cant i matemàtiques a la localitat de Chukiv (en l'actualitat dins l'Oblast de Vinnytsia. Durant aquest període, va continuar transcrivint i arranjant cançons tradicionals. Va compondre la seva «Primera compilació de cançons de Podolie», que seria seguida per una segona.
Després de repetits conflictes amb l'administració escolar, Leontòvitx va canviar el seu treball i es va convertir en professor de música religiosa i cal·ligrafia a l'escola teològica de Tyvriv. A més de treballar amb el cor de l'escola, organitza una orquestra amateur que actua sovint en els esdeveniments de la institució. Com havia fet anteriorment amb els cors, va incloure en el repertori de l'orquestra, dominat per temes religiosos, arranjaments de cançons tradicionals fetes per Mikola Líssenko o per si mateix.
Va ser durant aquest període que Leontòvitx va conèixer a una jove de Volhynia, Claudia Feropontivna Jovtevych, amb la qual es va casar el 22 de març de 1902. La seva primera filla, Halyna, va néixer el 1903. Tindran una segona filla, Ievhenia.
Les dificultats financeres obliguen a Leontovych a acceptar un nou treball com a professor en Vinnytsia. El 1903 va publicar la seva «Segona compilació de cançons de Podolie» que va dedicar a Mikola Líssenko. El 1903 i 1904, durant les seves vacances, va viatjar a Sant Petersburg per a prendre classes de música.
Durant la Revolució Russa de 1905, Leontòvitx va organitzar un cor de treballadors. El seu repertori inclou arranjaments de cançons tradicionals ucraïneses, jueves, armènies, russes i poloneses. Les activitats de Leontòvitx van atreure l'atenció de les autoritats locals, i a la primavera de 1908 va haver de tornar a la seva casa Podolie a la ciutat de Toultchyn.

### Maduresa a Toultchyn
El trasllat a Toultchyn marca el començament d'un període de maduresa per a Leontòvitx, on va compondre les seves millors obres.
Ensenya música vocal i instrumental a Toultchyn. Va conèixer al compositor Kyrylo Stetsenko, un estudiant de Mikola Lissenko, i es va especialitzar en música de cor. Stetsenko vivia en un poble pròxim, i la seva trobada condueix a una amistat duradora que influirà en la música de Léontovytch. Mykola Léontovych afegeix obres de compositors més reconeguts al repertori del seu cor, com els compositors russos Mikhail Glinka, Alexey Verstovsky, i Piotr Ilich Tchaikovsky.
Aquest període és el més prolífic de la seva vida, i crea molts arranjaments per a cor. Esmentarem xtxèdrik, i Els galls canten (en ucraïnès: Піють півні ucraïnès,), o una mare va tenir una filla (en ucraïnès: Мала мати одну дочку).
El 1914, Stetsenko va persuadir Leontòvitx de donar a conèixer les seves composicions i que la seva música fos interpretada pel cor estudiantil de la Universitat de Kíiv, sota la direcció d'Alexander Koshetz. El 26 de desembre de 1916, el seu «Xtxèdrik» va tenir un èxit amb l'audiència de Kíiv, i va atreure l'interès dels intel·lectuals.

### Carrera a Kíiv
Durant la Revolució d'octubre i l'establiment de la República Popular d'Ucraïna el 1918, Leontovych es va traslladar a Kíiv sense la seva família. Allí, va ser director i compositor. A principis de 1919, la seva família es va unir a ell a Kíiv.

### Retorn a Toultchyn i mort
Amb la conquesta de Kíev a l'agost de 1919 per l'Exèrcit Blanc, els membres de la intel·lectualitat ucraïnesa van ser perseguits. Leontòvitx va tornar a Toultchyn amb la seva família. Va obrir la primera escola de música de la ciutat, l'escola on va treballar anteriorment, que havia estat tancada pels bolxevics.
La nit del 22 al 23 de gener de 1921, Mikola Leontòvitx va ser presumptament assassinat per l'agent Viktor Grichtchenko. Leontovych estant amb els seus pares, de visita per Nadal (celebrada al gener en el cristianisme ortodox), l'agent de la Cheka encobert va demanar ser allotjat per a la nit i va ser instal·lat en una habitació amb Leontovych. A l'alba, segons informes, va disparar al compositor, que va morir unes hores més tard. Segons una altra versió, potser va ser un lladre.
Diversos fets indiquen que el motiu de l'assassinat podria ser polític, com la seva participació en el moviment independentista d'Ucraïna.

## Commemoracions

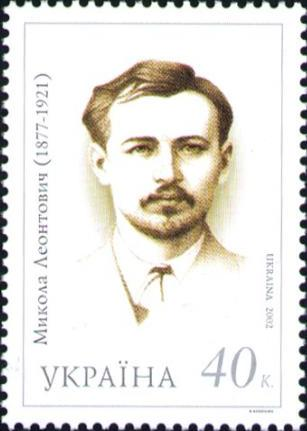
Segell postal ucraïnès amb l'efígie de Leontovych.

L'escriptor i polític de la República Socialista Soviètica d'Ucraïna Pavlo Tytchyna va ser un admirador de Leontovych i va escriure textos sobre la mort del compositor. Els poetes Maxime Rylski i Mykola Bazhan també li van dedicar poemes.
El 2002, per celebrar el 125è aniversari del seu naixement, la ciutat de Kamianets-Podilskyi va celebrar una conferència titulada «Leontovych, Educació Moderna i Ciència», amb convidats del Ministeri d'Educació d'Ucraïna, la Unió de Compositors d'Ucraïna i moltes autoritats locals. Durant aquest esdeveniment, la ciutat va col·locar una placa en memòria del compositor, situada al costat de l'antic edifici utilitzat pel seminari teològic de Podolie. El serveis de correus ucraïnès va realitzar un segell commemoratiu.

## Obres
Mikola Leontòvitx és conegut per la seva música de cor a cappella. Chtchedryk (en ucraïnès Щедрик, en català Sonen les campanes) és la seva obra més coneguda. És una cançó composta el 1916, que deriva d'una cançó tradicional ucraïnesa.
També va començar a treballar en una òpera (en ucraïnès На Русалчин Великдень) basada en el folklore ucraïnès i les obres de Borys Hrinchenko. Va compondre els primers tres actes, però va ser assassinat abans que pogués completar-la.
Una de les majors influències de Leontòvitx va ser Mykola Lysenko, considerat el pare de la música clàssica ucraïnesa. Els arranjaments tradicionals de cant ucraïnès fets per Leontovych són únics en la seva originalitat. Leontòvitx va seguir la tradició d'improvisació dels kobzar, que interpreten cada nou versicle de manera diferent.